# Lijst van filosofen en wetenschappers en hun bewustzijnstheorieën
Deze lijst geeft een overzicht van filosofen en wetenschappers, die het bewustzijn bestudeerd hebben, en opmerkelijke uitspraken en of theorie hierover ontwikkeld hebben. Pseudowetenschappers, Oosterse filosofen, literair auteurs en andere kunstenaars zijn in deze lijst niet opgenomen, maar theologen wel. Dit maakt dat deze lijst erg gericht is op de Westerse cultuur.

## A
- In de Ethica Nicomachea schrijft Aristoteles "als we waarnemen zijn we ons ervan bewust dat we waarnemen en als we nadenken beseffen we dat wij weten, en het besef dat wij waarnemen of denken is beseffen dat wij bestaan"[2] Aristoteles deduceerde dat het hart de zetel van het bewustzijn moest zijn en concludeerde "De zetel van de ziel en controle over vrijwillige beweging – in feite controle over alle functies – moet gezocht worden in het hart. De hersenen zijn een orgaan van weinig belang, waarschijnlijk om het bloed te koelen."[3]

## B
- Gregory Bateson

Henri Bergson

- Max Bense (1910 - 1990) is een Duits filosoof, die schreef over wetenschapsfilosofie, logica, esthetiek en semiotiek in relatie tot en natuurwetenschap, kunst en filosofie. Zijn werk probeert een definitie van de ratio tot stand te brengen die onder de naam existentiële rationaliteit de scheiding tussen het spirituele en het natuurwetenschappelijke denken opheft. Benses overpeinzingen gaan uit van een samenhang van het wiskundige en het spraakvormige bewustzijn, die samen ontstaan zijn en tot een naar elkaar toe groeiende denkvorm uitgegroeid zijn.
- Henri Bergson (1859 – 1941) is een Frans filosoof. Betreffende het bewustzijn, stelde hij dat "bewustzijn betekent geheugen" en daarnaast verbond hij het ook sterk met het begrip van tijd. Er zijn volgens Bergson twee manieren waarop men de tijd moet begrijpen, waarbij de tijd dan een essentieel deel is van het bewustzijn. Enerzijds kan men het opvatten als een reeks opeenvolgende ogenblikken, zoals dat in de wetenschap gebeurt, maar anderzijds kan men het ook zien als een continue stroom (durée). Bergson vat dan ook het bewustzijn op als iets dat steeds het verleden absorbeert en zo groeit, waaruit het bewustzijn ook zijn continuïteit haalt. Het is in die zin dat het bewustzijn gelijk is aan geheugen.
- Benedictus Spinoza

## C
- Pierre Teilhard de Chardin (1881-1955) was een Franse paleontoloog en theoloog, die beweerde dat de natuur kan 'verinnerlijken'. De materie beschikt over een ‘binnenkant’, die hij ‘psychisme’ noemt. Alle verschijnselen in de wereld herbergen dit psychisch element, zij het in verschillende concentratie. Deze verinnerlijkende energie is volgens Teilhard de stuwende kracht van de evolutie. Ze heeft geleid tot drie ‘geboorten’: de kosmogenese (het ontstaan van het heelal), de biogenese (de sprongmutatie van levenloze tot levende stof) en de noögenese (de sprongmutatie naar zelfbewustzijn toe). Met de noögenese ontstaat het verschijnsel mens, dat biologen plegen aan te duiden met homo sapiens. Teilhards analyse van de mensheid is ondanks al het kwaad positief van toon. Zijn denkbeeld concentreert zich rond twee kernbegrippen: aantrekkingskracht en bewustzijnsophoping. Alleen God kent een ongedifferentieerd bewustzijn waarmee Hij de totale of complete evolutie kan scheppen. Die evolutie zoekt op zijn beurt de weg naar de 'voltooide' Schepper. Teilhard ziet moment Omega dan ook als het moment dat het (ons) gezamenlijk bewustzijn een natuurlijk eindpunt nadert.

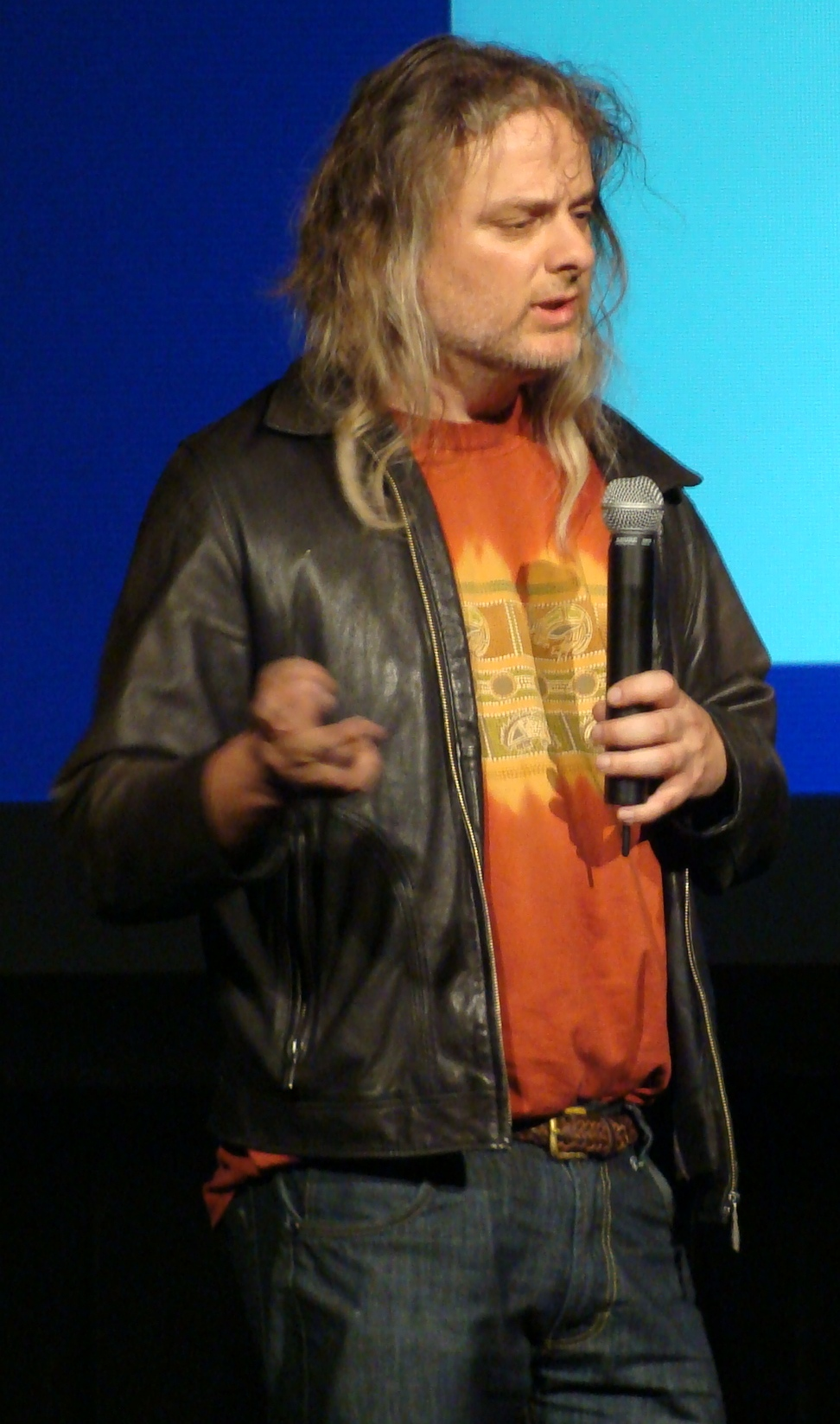
David Chalmers

- David Chalmers (1966) is een Australisch filosoof. Chalmers is aanhanger van het naturalistisch dualisme, of traditioneel substantieel neutraal monisme, dubbel-aspecttheorie en bekend van zijn begrip "the hard problem of consciousness". Hij stelt dat het probleem van bewustzijn en de bijhorende qualia een quasi onoplosbaar probleem vormt voor de filosofie van de geest. Hij stelt dat een substantieel monisme de enige intelligente positie is. Hij is verder ook een verdediger van de thesis van The Extended Mind: de geest stopt niet waar het lichaam stopt, maar ook delen van de wereld zijn delen van deze geest.
- Paul Cobben (1951) is een Nederlands filosoof. Zijn belangrijkste bijdrage aan de filosofie is zijn immanente kritiek van Hegels filosofie. Hegel ontwikkelde in zijn "Phänomenologie" de weg van het “natuurlijke bewustzijn” tot “absoluut weten”. Cobben corrigeerde de logische structuur van Hegels "Logik" en "Grundlinien". Hij actualiseert dit werk en vervangt deze instituties door andere instituties die volgens hem wel vrijheid verwerkelijken. Resultaat is een “postdialectische” versie van de Grundlinien.
- Hugo Brandt Corstius (1935) is een Nederlands wetenschapper die in de alfa- en bètawetenschappen zijn sporen heeft verdiend. In 1998 aan de Universiteit van Tilburg ontvouwde hij een filosofie over het bewustzijn. In zijn theorie werd het bewustzijn losgeknipt van verweven noties als "de ziel" of "de geest". Het bewustzijn wordt opgevat als de onweerlegbare notie te weten, te voelen, er van doordrongen te zijn dat je bestaat en dat je ook zou bestaan als een deel van je hersens er niet meer zou zijn, en wordt verklaard als een "luchtspiegeling" die ontstaat door de recursieve werking van onze hersenen.
- Francis Crick (1916–2004) was een Engelse natuurwetenschapper, die bekend is geworden als een van de ontdekkers van de structuur van DNA. In zijn latere werk verliet hij de moleculaire biologie voor zijn andere interesse, het bewustzijn. Zijn autobiografische boek What Mad Pursuit beschrijft de reden waarom hij de moleculaire biologie de rug toe keerde en overschakelde naar neurowetenschap. In zijn boek The Astonishing Hypothesis beargumenteert hij dat neurowetenschap nu de hulpmiddelen heeft om een wetenschappelijke studie te maken naar hoe de hersenen bewustzijn ervaren. Met Christof Koch suggereert Crick, dat het bewustzijn ontstaat door een bepaalde vorm van samenwerking of coalitie tussen zenuwcellen in de hersenen.
- Benedetto Croce (1866-1952) was een Italiaanse filosoof en politicus, wiens leidende gedachte is dat de werkelijkheid historisch is en dus voortdurend verandert. In zijn boek "Wetenschap van de geest" concludeerde hij, dat de verschillende basisactiviteiten van de mens tevens de basisbegrippen leveren om de werkelijkheid, die dankzij de menselijke activiteit (die altijd creatief is en dus 'vrij') tot ontstaan komt, te begrijpen. Verder legde hij de nadruk op de wilsactiviteit van de mens die als een rode draad door de geschiedenis loopt. De geschiedenis, als geschiedenis van de vrijheid, is noodzakelijk liberaal van karakter, dat wil zeggen niet gesloten maar open en met een plicht tot bewustzijn en verantwoordelijkheid.
- Noam Chomsky (1928), een Amerikaans taalkundige, filosoof en activist, gaat uit van bewuste en onbewuste lagen in de menselijke psyche. Volgens Chomsky is elke zin, voordat deze onder woorden wordt gebracht, een dieptestructuur in de psyche. Op het diepere - onbewuste - niveau heeft volgens Chomsky een zin in de diverse natuurlijke talen eenzelfde structuur. De verschillen tussen talen ontstaan pas op het moment dat een zin naar het niveau van de oppervlakte van het bewustzijn wordt gebracht, wanneer het van een psychisch verschijnsel tot een linguaal verschijnsel wordt. De theorie van Chomsky stelt dus dat er elementaire universele conceptuele constructies bestaan, die alle mensen gemeen hebben.

## D

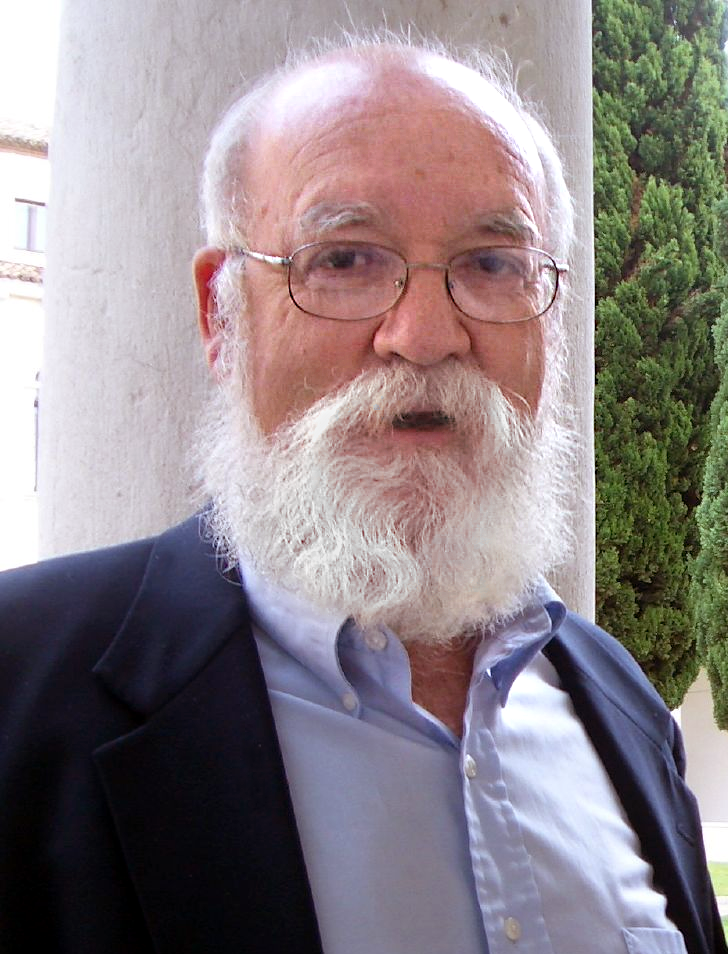
Daniel Dennett

- Antonio Damasio (1944) is een Portugees neuroloog bekend geworden door zijn boek "Descartes' Error: Emotion, Reason, and the Human Brain". In dit boek beargumenteert Damasio dat emotie en rede niet gescheiden zijn, maar aan elkaar gekoppeld en zelfs afhankelijk van elkaar zijn. Deze combinatie van emotie en verstand vormen de basis van rationeel denken. De oorspronkelijke titel is Descartes' Error: Emotion, Reason, and the Human Brain.
- Daniel Dennett (1942) is een Amerikaanse filosoof, die zich bezighoudt met vraagstukken betreffende het bewustzijn, de filosofie en onderzoek van de "geest" en kunstmatige intelligentie. Vrije wil is volgens hem verenigbaar met het determinisme (compatibilism). Het determinisme, op fysisch niveau, klopt. Strikt vrije wil bestaat niet. We hebben echter genoeg vermogen om vrije keuzes te kunnen maken. Vrije wil is de mogelijkheid keuzes te maken zonder opgelegde druk.
- René Descartes (1596-1650) was een Franse wis- en natuurkundige, fysioloog en filosoof. Hij presenteerde het denken en de buitenwereld als twee volledig gesloten, geïsoleerde substanties.
- Émile Durkheim (1858-1917) was een Frans socioloog. Hij onderkende in de samenlevingen een "conscience collective" ofwel een "gemeenschappelijk bewustzijn", het hedendaagse equivalent voor het collectief bewustzijn.

## E
- John Eccles (1903-1997) was een Australische neurofysioloog was een aanhanger van de dualistische gedachte aangaande bewustzijn, en ontwikkelde een dualistische theorie over het bewustzijn. Hij creëerde het begrip "waarschijnlijkheidsvelden", die door de geest zouden worden bediend om op de bewegingen van de neurotransmitters in te werken.
- Gerald Edelman (1929) is een American bioloog, die stelt dat bewuste belevingen veroorzaakt worden door de re-entrant pathways (herintredende of terugwaarts projecterende circuits) in de hersenen. Dit houdt in dat een bepaald gebied zoals V1 (waar de visuele prikkels worden verwerkt) niet alleen informatie ontvangt uit de buitenwereld maar ook vanuit hogere gebieden in de hersenen. Bij het laatste zijn vooral terugwaarts projecterende neuronen betrokken. Deze theorie sluit aan bij het idee dat waarnemen gepaard gaat met categorisatie of toekenning van betekenis. Onze waarneming van een gezicht bestaat bijvoorbeeld niet uit een verzameling van afzonderlijke kenmerken (lip, mond, ogen e.d.), maar uit een blij of droevig, bekend of onbekend gezicht. Vooral terugwaartse projecties vanuit de hogere gebieden in de hersenen dragen volgens Edelman bij tot integratie van, en/of het toekennen van betekenis of gevoelskleur aan de afzonderlijke kenmerken. Ook in het neuraal netwerk onderzoek spelen terugwaartse projecties, met name bij simulaties van functies als perceptie, geheugen en bewustzijn, een belangrijke rol
- Milton H. Erickson (1901-1980) was een Amerikaanse psychiater en psychotherapeut. Anders dan bij Freud is voor Erickson het onbewuste een onuitputtelijke bron van creatieve zelfheling. Het onbewuste is het toevluchtsoord van zelden gebruikte ervaringen van mensen. Ericksons beginsel had tot doel de geschiktheid van het bewustzijn uit te breiden die door schema's en denkmonsters waren begrensd. De hypnotiseur zette het onbewuste in de leidende rol in te nemen door speciale verbale en non-verbale technieken. Gelijktijdig wordt het bewustzijn ingezet de onbewuste zelfhelende krachten en creatieve bronnen te accepteren en te integreren.

## F
- Jerry Fodor (1935) is een Amerikaans filosoof, die enkele filosofische boeken schreef over denken en cognitie, waaronder over het 'mentaals', meestal aangeduid met het Engelse begrip language of thought.
- Johann Gottlieb Fichte (1762-1814) was een Duits filosoof, die de individuele menselijke geest zag als een onderdeel van dat wat alles omvat, Het Absolute; hier in de vorm van het 'absolute Ik'. Dit 'absolute Ik' is over alle bewustzijnen verdeeld. De diepste aard van alles wat bestaat is het goddelijke, absolute Ik. Daarachter kan men niet verder teruggaan, want het Ik "schept" of fundeert zichzelf. Het Ik schept niet alleen zichzelf, maar ook de natuur en de kosmos. Dit laatste noemt Fichte het 'niet-Ik', dat echter niet zelfstandig kan bestaan maar alleen in dialectische tegenstelling mét het Ik en in de ervaring als object dóór het ik.

## G

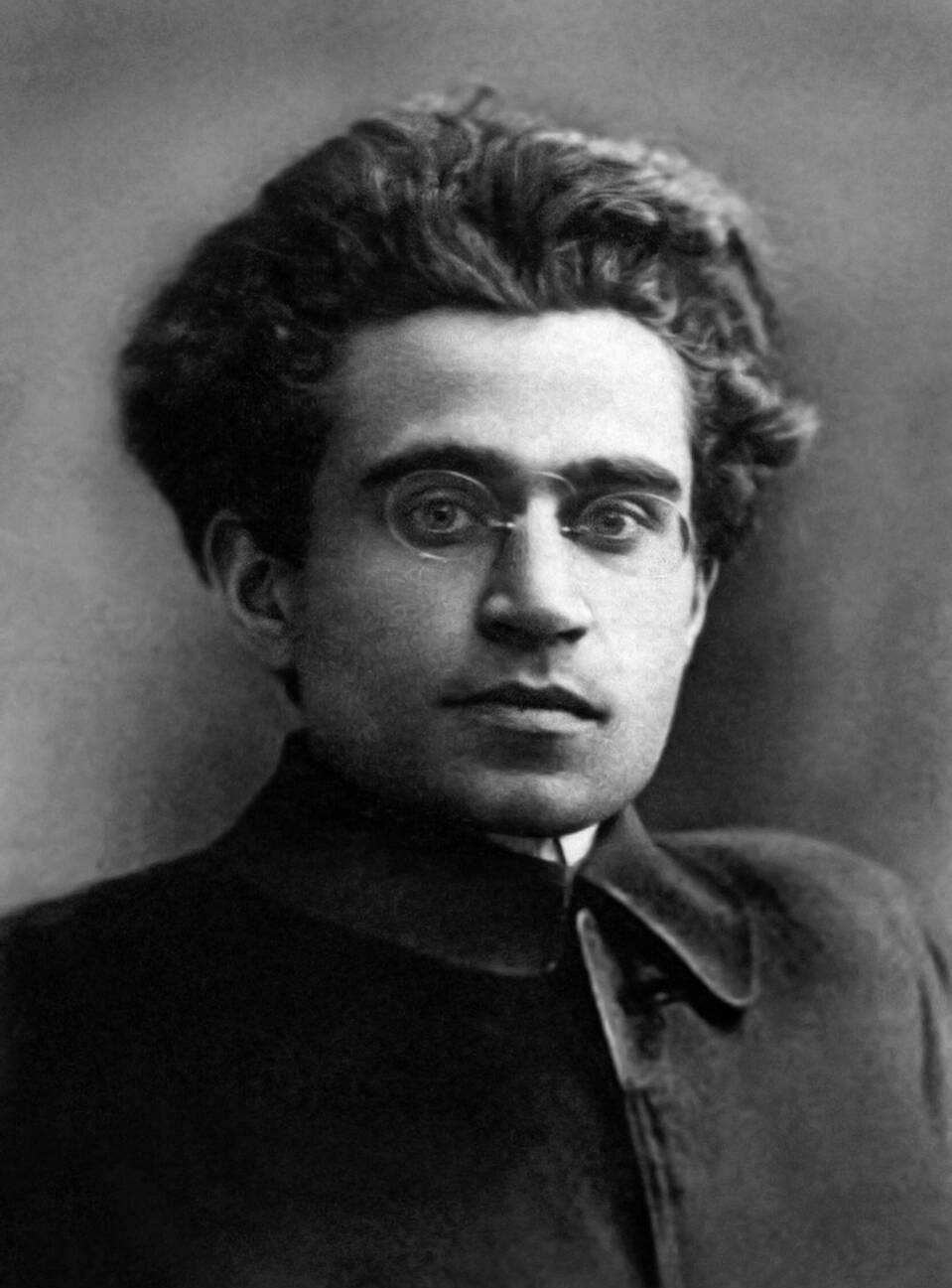
Antonio Gramsci

- Hans-Georg Gadamer (1900-2002) was een Duits filosoof. Volgens hem impliceert de notie van werkingsgeschiedenis allerminst dat we ons kritiekloos zouden moeten schikken in de traditie. Horizonversmelting kan wel degelijk kritiek inhouden. Kritische reflectie vooronderstelt een traditie (reflectie en traditie moet men niet als tegengestelden aanschouwen, zoals Habermas doet). In ieder verstaan is een gebeuren dat nooit volledig door het bewustzijn kan worden gevat. Immers, de kritische reflectie is ook opgenomen in de werkingsgeschiedenis.
- Franz Joseph Gall
- Antonio Gramsci (1891-1937) was een Italiaans politiek theoreticus, die ontevreden was met Marx' analyse, die voor hem niet kon verklaren waarom de klassenstrijd zo langzaam voortschreed. De opkomst van het fascisme als vals bewustzijn bij uitstek, leidde Gramsci tot de theorie van de culturele hegemonie. Volgens deze theorie worden ideologisch wenselijke sociale patronen door de heersende klasse door middel van cultuur dominant gemaakt. Door dit systeem van culturele waarden worden revolutionairen steeds verder buiten de orde geplaatst.
- Romano Guardini (1885-1968) was een Duitse theoloog en filosoof, die een ware medevernieuwer wordt van het religieuze bewustzijn van de twintigste eeuw. De traditionele theologie ging ervan uit dat God de waarheid was. Toch kwam haar theologie in neoscholastieke vorm voor als een abstract bouwwerk, met God als een soort sluitstuk, waarin God weinig uitnodigde tot persoonlijke overgave en rijk geloofsleven. Dit werd gecompenseerd door een wat zoetige volksvroomheid. Guardini brengt in zijn Godsbeeld (veeleer vanuit de mystiek) zowel vroomheid als absolute waarheid samen. God is voor hem de concrete, levende God, met wie de mens een relatie kan aangaan.
- George Gurdjieff (1872-1949) was een Grieks-Armeens filosoof, die stelde dat de individuele mens zichzelf niet of nauwelijks kent en zich daar niet bewust van is. Volgens hem denkt en handelt de mens mechanisch, hij identificeert zich met tal van denkbeelden en als gevolg daarvan 'gebeurt' hem ook alles. De mens verkeert in een bewustzijnstoestand die in de esoterische wetenschappen wel als waak-slaap wordt beschreven. Met andere woorden, het lichaam is weliswaar wakker, maar de geest, of zo men wil, datgene wat de mens in essentie ís, slaapt.

## H

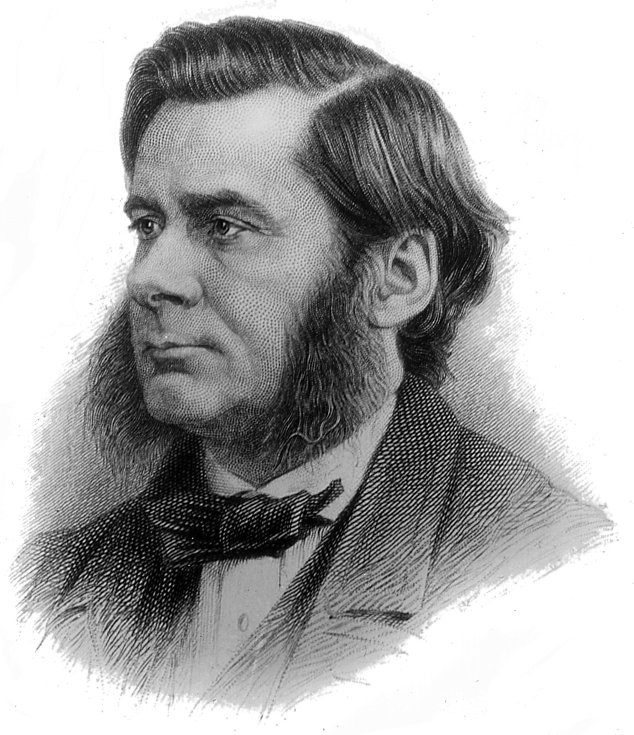
Thomas Henry Huxley

- Donna Haraway (1944) is een Amerikaans sociologe, en hoogleraar bij de afdeling Geschiedenis van het bewustzijn. Ze onderwijst er feministische theorie en wetenschap. In haar "Cyborg Manifesto" (1985) houdt ze een pleidooi voor de afschaffing van de harde grenzen tussen mensen en dieren, organismen en machines, mannen en vrouwen. Haraway wil wel filosoferen over de verschillen tussen dingen, maar ze wil zich niet begeven op het vlak van de onontkoombare hokjes.
- Georg Wilhelm Friedrich Hegel (1770-1831) was een Duits filosoof, die in zijn boek "Die Phänomenologie des Geistes" (1807) zijn eigen filosofie presenteert als de synthese van het werk van al zijn voorgangers. Hierin stelt Hegel dat het dialectische proces ook van toepassing is op individuen: eerst is er enkel het bewustzijn van de uiterlijke waarheid, vervolgens ontstaat een zelfbewustzijn, dat zich langzaamaan verzoent met het bewustzijn.
- Hippocrates van Kos (ca. 460 v.Chr. – 370 v.Chr.) beweerde, in tegenstelling tot Aristoteles, dat hersenen de bron van bewustzijn zijn: "Men moet weten dat vanuit de hersenen en alleen vanuit de hersenen ons plezier, onze vreugde, lach en grappen en ook ons verdriet, zorgen, pijn en tranen ontstaan. Daardoor, in het bijzonder, denken, zien, horen we en onderscheiden we het lelijke van het mooie, het slechte van het goede en het plezierige van het onplezierige... Het is hetzelfde ding dat ons kwaad of verward maakt, ons vrees en angst brengt, 's nachts en overdag, dat slapeloosheid, onhandige fouten, zinloze angsten, afwezigheid en ongewoon gedrag brengt. Deze dingen waaraan we lijden komen allemaal uit de hersenen."[4]
- Douglas Hofstadter
- David Hume (1711-1776) was een Schotse filosoof, die stelde dat ons bewustzijn zelf geen ideeën verzint, het bewustzijn kan alleen 'knippen en plakken' aan de enkelvoudige indrukken die het binnen heeft gekregen.
- Edmund Husserl
- Thomas Huxley (1825-1895) was een Engelse bioloog, die zich ook bezighield met adviseren van het onderwijs. In tegenspraak met zijn eigen agnostische ideeën adviseerde hij dat op scholen les moest worden gegeven in de Bijbel, omdat hij dacht dat er het een goede manier was om ethisch bewustzijn bij te brengen.

## J

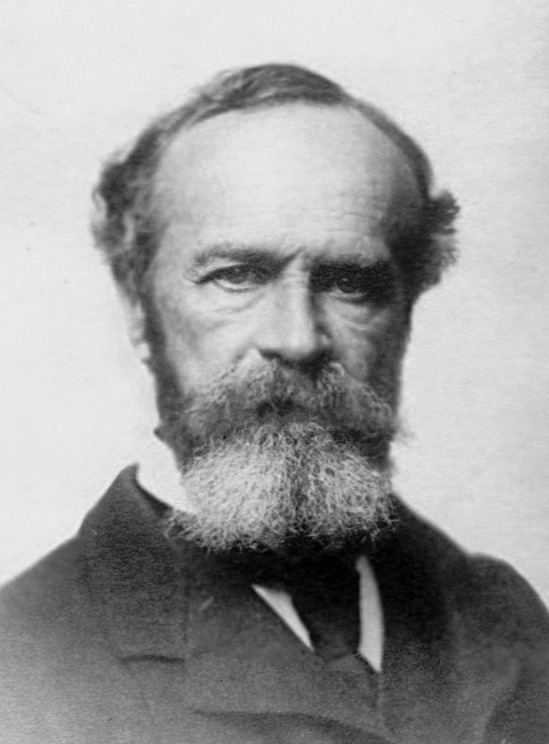
William James

- William James (1842-1910) was een Amerikaanse filosoof en psycholoog. Hij had als psycholoog grotere belangstelling voor het procesmatige dan het inhoudelijke van het bewustzijn en was eerder functionalistisch dan structuralistisch, zoals zijn collega Wilhelm Wundt bij uitstek was.
- Pierre Janet (1859-1947) was een Franse psychiater en filosoof, die postuleerde dat de mensen drijfveren buiten het bewustzijn moest hebben.
- Julian Jaynes (1920-1997) was een Amerikaans psycholoog, die betoogde dat de prehistorische mens geen bewustzijn had zoals we hem tegenwoordig kennen, en dat het menselijke denken zich over een periode van ongeveer drieduizend jaar ontwikkelde.
- Carl Gustav Jung (1875-1965) was een Zwitsers psychiater en psycholoog. Hij was van mening dat het wezen van de persoonlijkheid behalve door het persoonlijk bewustzijn ook, en grotendeels, gevormd wordt door wat hij het collectief onbewuste noemde, een als het ware epigenetisch overgeërfd deel van het onderbewustzijn; een psychisch gebied, dat volgens zijn leer door alle vertegenwoordigers van een ras of soort wordt gedeeld.

## K
- Christof Koch (1956) is een Amerikaanse neurowetenschapper, die beweert dat bewustzijn een wetenschappelijke oplosbaar probleem is, en dat bewustzijn benaderd kan worden door gebruikmaking van de moderne middelen van de neurobiologie. Hij werkte hierbij samen met Francis Crick. Zij suggereerden, dat het bewustzijn ontstaat door een bepaalde vorm van samenwerking of coalitie tussen zenuwcellen in de hersenen.

## L
- Ervin László (1932) is een Hongaars filosoof, die in in het boek Nieuwe wetenschappelijke visie op leven en bewustzijn in het universum (2005) een eigen theorie geeft op leven en bewustzijn.
- Gottfried Wilhelm Leibniz
- Joseph E. LeDoux (1949) is een neurowetenschapper en psycholoog aan de New York University.
- Emmanuel Lévinas (1906-1995) was een Franse filosoof, die weigert de relatie tot God te zien als een relatie naast en los van de relatie tot de Ander. De Oneindige openbaart zich uitsluitend in het gelaat van de Ander. God zelf komt daar zelf niet aan te pas, hij laat zich door het menselijke bewustzijn niet in kaart brengen. God is veeleer de Ongrijpbare die voorbijgegaan is en die mij met de Ander heeft achtergelaten.
- Benjamin Libet (1916 - 2007) was een Amerikaanse neurofysioloog, die bekendheid verwierf met experimenten die de zogenaamde "halve seconde bewustzijnsvertraging" laten zien. Met experimenten toonde hij aan dat een halve seconde vóórdat een bewust besluit wordt genomen de hersenen deze al initieerden.
- John Locke (1632-1704) was een Brits filosoof, die stelde dat de rede alleen te beperkt was om als fundament voor kennis te dienen. Daartoe was ook de ervaring en de reflectie daarop nodig. Ieder mens wordt volgens Locke geboren als een "Tabula rasa", ofwel een onbeschreven blad. Een mens begint met een leeg 'verstand' en het hoofd wordt door ervaringen en indrukken gevuld. Locke claimt dus dat de bron van alle kennis in de ervaring en de daaropvolgende reflectie ligt omdat deze twee de geest voorzien van het basismateriaal voor de kennis, de zogenaamde ideeën (ideas). Ideeën zijn niet zelf de daadwerkelijke fysieke objecten of dingen, maar ze representeren ze als het ware in de geest. Sommige ideeën vertegenwoordigen in de geest iets dat direct overeenkomt met dat wat ze vertegenwoordigen — dat zijn de ideeën over de primaire kwaliteiten van objecten (grootte, uitgebreidheid, rust, aantal); andere ideeën hebben geen overeenkomsten met datgene waardoor ze veroorzaakt worden — dat zijn de ideeën over de secundaire kwaliteiten (smaak, kleur, temperatuur); deze laatste ideeën zouden alleen in het bewustzijn bestaan.

## M
- Ernst Mach
- Karl Marx (1818-1883) was een Duitse filosofie, die de val van het kapitalisme voorzag door de opkomst van het klassenbewustzijn van de arbeiders. "Bewustzijn is bewust zijn", schreef hij, of anders gezegd: "De mens maakt wel zijn eigen geschiedenis, maar niet onder zelfgekozen verhoudingen."
- Werner Marx (1910-1994) een Duits filosoof gespecialiseerd in het denken van Hegel, die vond dat Hegel met diens Phänomenologie des Geistes, het "natuurlijke verstandelijke bewustzijn" wilde redden uit de heersende "reflectiecultuur", gekenmerkt door gebrokenheid (Entzweiung).
- Michel Meynen (1952) is een Belgisch filosoof, schreef in 1999 het boek Van Instinct tot evolutie - De evolutie van het menselijke bewustzijn.

## N

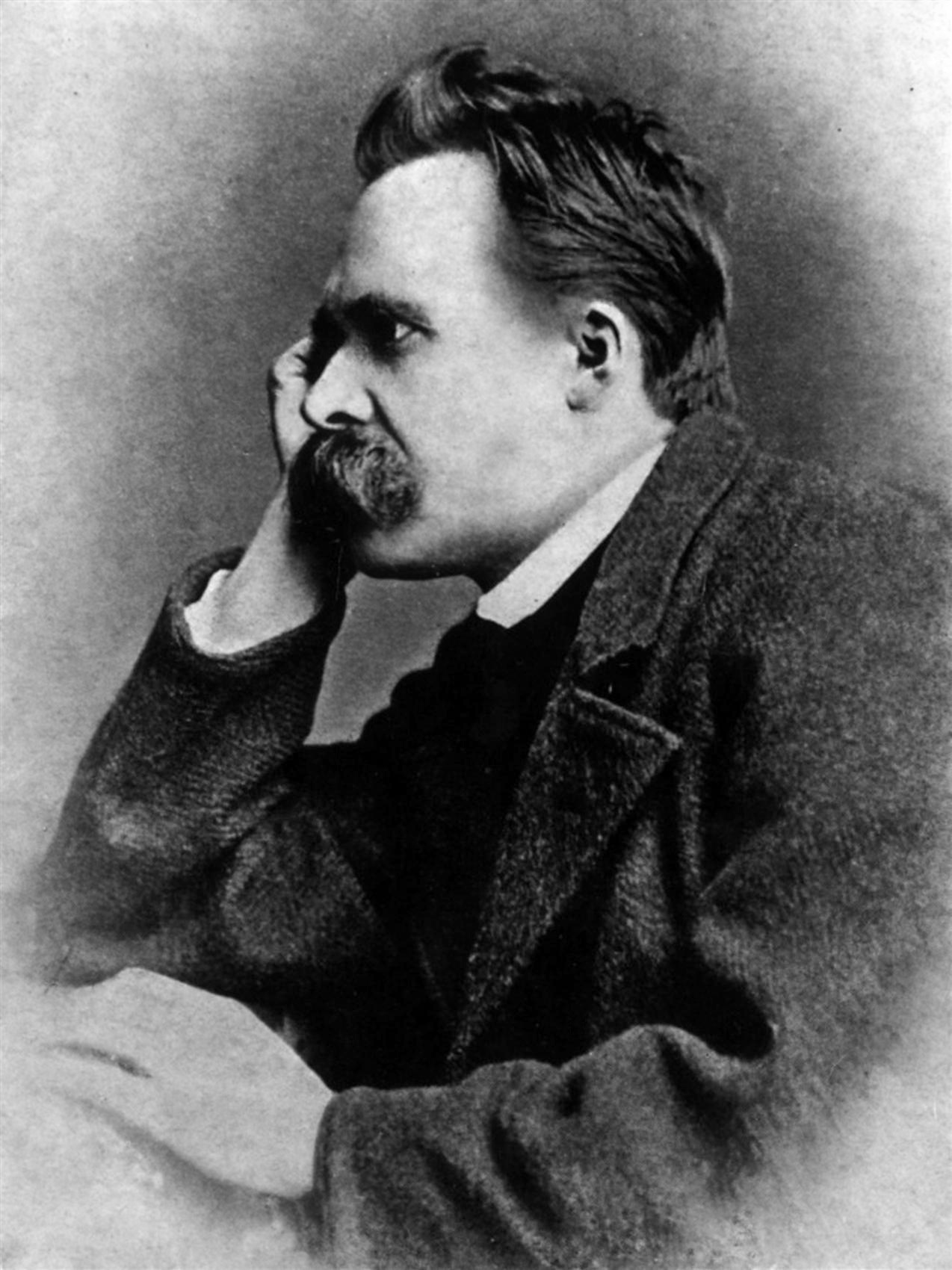
Friedrich Nietzsche in 1882

- Thomas Nagel (1937) is een Amerikaans filosoof, die met name bekend geworden is vanwege zijn artikel "What is it like to be a bat?" Hij betoogt dat de subjectieve ervaring of het bewustzijn niet kan worden gemeten door middel van de objectieve methoden van de moderne wetenschap. Een mens zal dus nooit kunnen weten hoe het is om een vleermuis te zijn.
- Friedrich Nietzsche (1844-1900) was een Duitse filosoof. Volgens Nietzsche berust de begripsmatige identiteit van mensen en dingen op een constructie en niet op een buiten het bewustzijn staande werkelijkheid (subjectivisme). In het denken geven we de wereld een stabiliteit die ze niet heeft, we bakenen vaste objecten af door ze te benoemen. Deze identificatieoperatie levert ons ook een identiteit: het 'ik'.
- Tor Nørretranders (1955) is een Deense wetenschapsjournalist bekend van het boek Het bewustzijn als bedrieger (een mythe ontrafeld) uit 1991.

## O
- Palmyre Oomen, Nederlandse biologe, filosofe en theologe schreef in 2001 het boek Hersenen, Bewustzijn, Zicht op onszelf.
- Robert Ornstein een Amerikaanse psycholoog, die schreef Het menselijk bewustzijn uit 1974.

## P

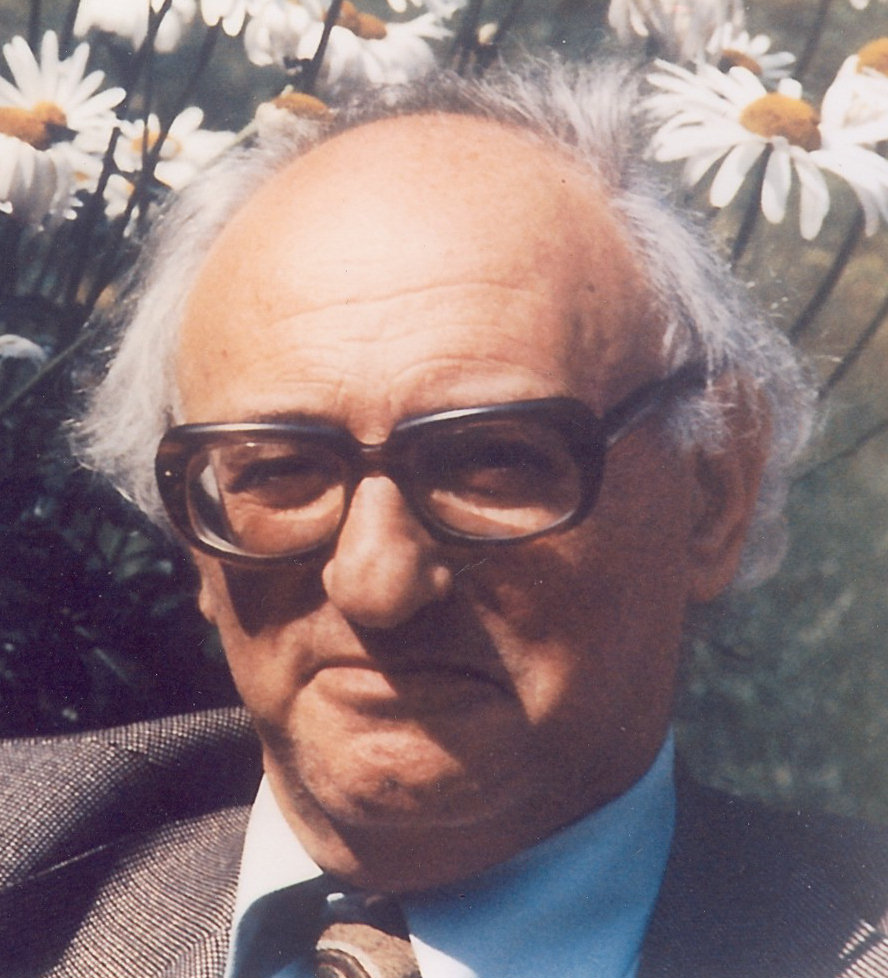
Henri van Praag

- Chris van Paassen (1917-1996) was een Nederlands sociaal geograaf, die beargumenteerde dat de geografie thuishoort in de cultuurwetenschappen als een van de twee ‘historische’ wetenschappen (geschiedenis en geografie). Naast het historisch bewustzijn staat het bewustzijn van de samenleving als geheel waarin de mens is geplaatst.
- Roger Penrose (1931) is een Brits wis- en natuurkundige, die stelt dat het bewustzijn niet valt te verklaren uit eigenschappen van neuronen of netwerken van neuronen. Hij meent dat de kern van het fenomeen bewustzijn ligt in de kwantummechanica. Deze gaat uit van microscopisch kleine deeltjes, de zogeheten microtubuli, die zich in elke cel van ons lichaam bevinden. Voor de juistheid van deze theorie is echter tot nu toe weinig objectief bewijs gevonden.
- Fritz Perls (1893-1970) was een Duits Amerikaans psychiater en psychotherapeut, en oprichter van de gestalttherapie. De kern van de gestalttherapie is de bevordering van bewustzijn, ofwel het bewustzijn van alle aanwezige gevoelens en gedragingen, en het contact tussen het zelf en zijn omgeving.
- Henri van Praag (1916-1988) was een Nederlands parapsycholoog, die in 1975 het boek "Paranormaal bewustzijn" publiceerde.
- Hilary Putnam

## R
- Richard Rorty (1931 - 2007) was een Amerikaans filosoof die zich afzette tegen de idee van de geest en het bewustzijn als een plaats waar zekerheid tot stand komt door een adequaat "spiegelen" van de werkelijkheid. Dit leidt in zijn ogen tot een fout beeld qua epistemologie, en hijzelf stelt een meer pragmatische en hermeneutische alternatief voor. Daarnaast ontkent Rorty ook het bestaan van een vaste menselijke natuur.
- Gilbert Ryle (1900-1976) was een Brits filosoof die in zijn hoofdwerk, The Concept of Mind (1949) betoogt dat de traditionele opvatting van het cartesiaans dualisme tussen het fysische en het mentale (met het bewustzijn) moet worden verworpen. De idee dat er een geest onafhankelijk van het lichaam bestaat is volgens Ryle een foutief beeld. Ryle stelt dat het functioneren van de geest en bewustzijn niet losstaat van de handelingen van het lichaam. Ze zijn beide samen een. Ryle plaatst daar een meer behavioristische benadering tegenover; hij stelt dat de oorsprong van iemands motieven kan gedefinieerd worden aan de hand van diens "disposities" om op een bepaalde manier in een bepaalde situatie te handelen.

## S

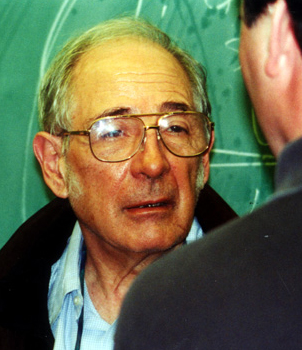
John Searle in 2002

- Jean-Paul Sartre (1905-1980) was een Frans filosoof, die in zijn werk het bewustzijn een triomfantelijke onafhankelijkheid toekende en daarnaast de realiteit het volle gewicht van zijn betekenis gaf.
- Friedrich Schleiermacher (1768-1834) was een Duitse lutherse theoloog en filosoof. Volgens hem bestaat de ware vroomheid niet uit weten, noch uit doen, maar uit intuïtie en gevoel. Dit gevoel is een onmiddellijk bewustzijn dat de mens van zichzelf heeft dat hij geheel afhankelijk is van God, daar hij alleen maar over God kan spreken vanuit ons menselijk bewustzijn.
- Arthur Schopenhauer (1788-1860) was een Duits filosoof, die als Kant onderscheid maakt tussen de verschijnselen en het Ding an sich. De wereld is mijn voorstelling, zegt hij de idealisten na, maar ik kan me niet om het even wat voorstellen; er is een dwingend beginsel dat ik in eerste instantie in mijzelf ervaar, het is mijn drijvende kracht, mijn wil. In de wil leren we het Ding an sich van zeer nabij kennen. In het bewustzijn manifesteert het zich als wil, maar het is hetzelfde beginsel dat overal in de levende en dode natuur werkzaam is.
- Alfred Schütz (1899-1959) was een Oostenrijks filosoof en socioloog. Met Bergson is hij de overtuiging toegedaan dat dit een ongeoorloofde inperking is ten opzichte van de veel complexere gebeurtenissen die zich in het bewustzijn afspelen, waaruit elke rede afgeleid moet worden. Het bewustzijn houdt zich niet aan Kants categorieën, maar creëert ze. Kant veronderstelde zo bijvoorbeeld dat aan symbolische systemen zoals de taal betekenis-immanente wetten ten grondslag lagen. Het Bergson-project had als neven oogmerk om dit formalisme ten aanzien van de taal (denk aan Ludwig Wittgenstein) te bestrijden. Door het symbolische karakter van het product 'taal' kon volgens Schütz nooit een volledig begrip van dit product worden bereikt.
- John Searle (1932) is een Amerikaans filosoof en houdt zich bezig met taalfilosofie, denken en bewustzijn. In de jaren 1960 was Searle een van de grondleggers van de speech act-theorie, een pragmatisch model dat de conversationele functies van talige uitingen in kaart brengt.
- Roger Sperry (1913-1994) was een Amerikaans neuropsycholoog, die onderzoek verrichtte naar epilepsiepatiënten bij wie, om nieuwe aanvallen te voorkomen, het corpus callosum was doorgesneden. Na de operatie waren er nog slechts zeer beperkte verbindingen tussen de beide hersenhelften. Sperry en zijn collega's lieten de patiënten taken uitvoeren waarvan bekend is dat ze door een specifieke hersenhelft worden uitgevoerd. Zij toonden aan dat de twee hersenhelften nu ieder een eigen bewustzijn hadden.
- Max Stirner (1806–1856), een Duitse filosoof, die Hegels perceptie op het "absoluut bewustzijn" nader heeft onderzocht.
- Richard Swinburne (1934) is een Engelse godsdienst filosoof, die beweert dat de orde in de natuur, met haar doelgerichtheid, niet door de wetenschap alleen kan worden verklaard. Hij wil het bestaan van God daarmee niet bewijzen, maar het wel als mogelijk en zeer aannemelijk voorstellen. Het bestaan van God geeft zin aan het geheel van onze ervaring. Er is een universum, er bestaan natuurwetten en er leven mensen met bewustzijn en moreel besef.

## T
- Edward B. Titchener (1867-1927) was een Brits psycholoog en leerling van Wundt, die als eerste die de term structuralisme invoerde. Titchener ging uit van het idee om met introspectie, via de individuele bouwblokken van de geest, het bewustzijn te onderzoeken.

## V

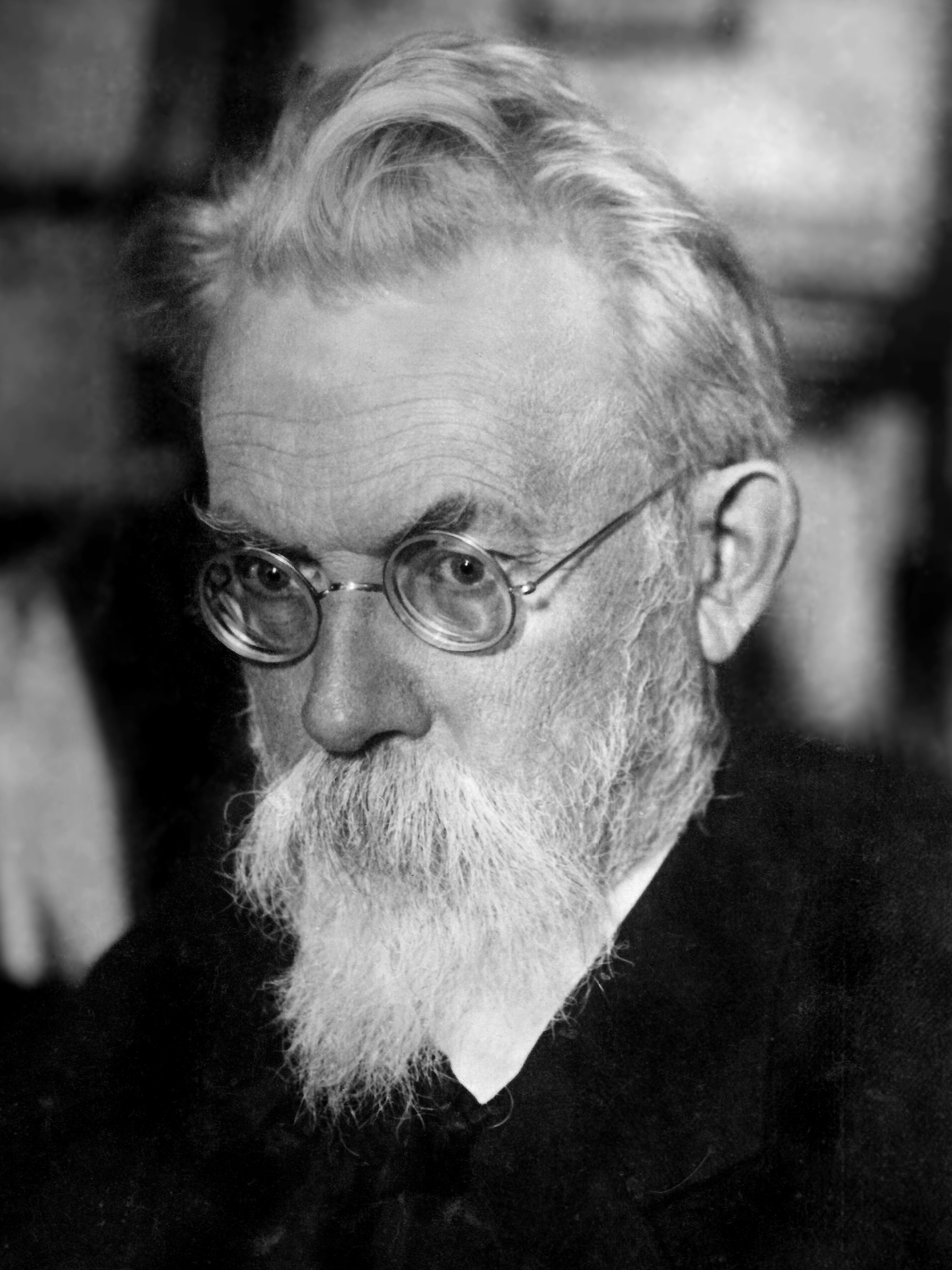
Vladimir Vernadski

- Vladimir Vernadski (1863-1945) was een Russisch geoloog, introduceerde het begrip noösfeer, dat het bewustzijn van de mensheid bevatte en de biosfeer kan beïnvloeden.
- Piet Vroon (1939-1998) was een Nederlands psycholoog, die in 1976 schreef over "Bewustzijn, hersenen en gedrag: het individu in zijn dubbelrol van heer en knecht".

## W
- Alfred North Whitehead (1861-1947) was een Brits-Amerikaanse filosoof, natuurkundige en wiskundige. Hij doorbreekt het dualisme tussen levende en levenloze natuur. Alle entiteiten zijn immers creatief, nemen waar en geven door. De mens is echter wel het hoogtepunt van de natuur, omdat het handelt in grote mate van bewustzijn.
- Ken Wilber (1949) is een Amerikaans filosoof, wiens werken focussen op het maken van een "Integrale theorie van het bewustzijn". Gevuld met inzichten uit de psychologie, mystiek, postmodernisme, empirische wetenschap en systeemtheorie, maakt hij een samenhangend beeld van het Heelal.
- Ludwig Wittgenstein
- Christian Wolff (1679-1754) was een Duitse filosoof, die de Duitse term Bewusstsein heeft geïntroduceerd.
- Fred Alan Wolf (1934) is een Amerikaans natuurkundige, bekend van z'n populair wetenschappelijke boeken op het gebied van kwantumfysica en bewustzijn.